# Jatimulya (Cidahu)
Jatimulya is een bestuurslaag in het regentschap Kuningan van de provincie West-Java, Indonesië. Jatimulya telt 3158 inwoners (volkstelling 2010).